# Список замков Швейцарии

В этом списке указаны замки и крепости Швейцарии (в том числе развалины), сгруппированные по кантонам.

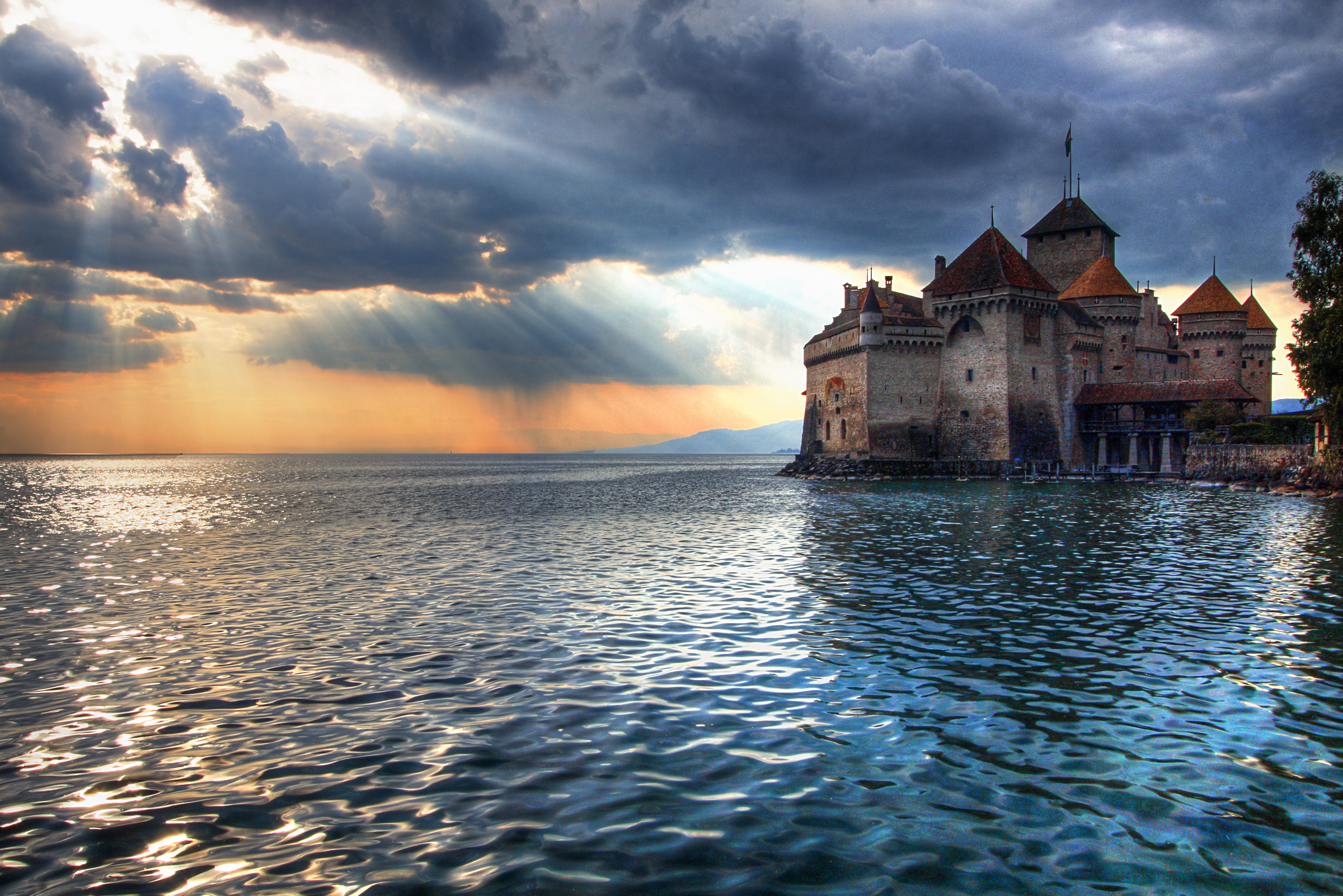
Шильонский замок на берегу Женевского озера. Один из самых знаменитых замков Швейцарии, ставший местом действия для поэмы Джорджа Байрона «Шильонский узник».

## Список замков по кантонам

### Аргау
См. основную статью: Список крепостей и замков в кантоне Аргау (Liste der Burgen und Schlösser im Kanton Aargau)
| Название      | Изображение | Координаты                     | Годы постройки                                           | Комментарии                                                      |
| ------------- | ----------- | ------------------------------ | -------------------------------------------------------- | ---------------------------------------------------------------- |
| Аарбург       |             | 47°19′17″ с. ш. 7°54′03″ в. д. | XII век, 1659–1673                                       | С 1972 года — «Дом образования», а с 1989 года — «Дом молодежи». |
| Альтенбург    |             | 47°28′55″ с. ш. 8°11′39″ в. д. | Римский форт с 370 года н.э., средневековый замок X века | Молодёжное общежитие                                             |
| Альт-Вартбург |             | 47°20′00″ с. ш. 7°55′08″ в. д. | XII век                                                  | Руины                                                            |
| Альт-Хомберг  | нет         | 47°29′28″ с. ш. 7°58′23″ в. д. |                                                          | Руины                                                            |
| Ауэнштайн     |             | 47°24′55″ с. ш. 8°08′23″ в. д. |                                                          |                                                                  |
| Бальдинген    | нет         | неизвестно?                    |                                                          |                                                                  |
| Белликон      |             | 47°23′24″ с. ш. 8°20′34″ в. д. |                                                          |                                                                  |
| Бернау        |             | 47°35′43″ с. ш. 8°10′20″ в. д. |                                                          | Руины                                                            |
| Бессерштайн   |             | 47°31′27″ с. ш. 8°12′42″ в. д. |                                                          | Руины                                                            |
| Биберштайн    |             | 47°24′47″ с. ш. 8°05′00″ в. д. |                                                          |                                                                  |
| Бёбикон       |             | 47°33′17″ с. ш. 8°19′40″ в. д. |                                                          | Руины                                                            |
| Бётштайн      |             | 47°33′14″ с. ш. 8°13′27″ в. д. |                                                          |                                                                  |
| Бремгартен    |             | 47°21′06″ с. ш. 8°20′36″ в. д. |                                                          |                                                                  |
| Брестенберг   |             | 47°19′11″ с. ш. 8°12′29″ в. д. |                                                          |                                                                  |
| Брунегг       |             | 47°25′19″ с. ш. 8°12′52″ в. д. |                                                          |                                                                  |
| Фройденау     |             | 47°30′44″ с. ш. 8°14′02″ в. д. |                                                          | Руины                                                            |
| Габсбург      |             | 47°27′45″ с. ш. 8°10′51″ в. д. |                                                          |                                                                  |
| Хальвиль      |             | 47°19′23″ с. ш. 8°11′39″ в. д. |                                                          |                                                                  |
| Хильфикон     |             | 47°19′50″ с. ш. 8°14′48″ в. д. |                                                          |                                                                  |
| Хорбен        |             | 47°13′12″ с. ш. 8°19′36″ в. д. |                                                          |                                                                  |
| Горен         | нет         | 47°24′49″ с. ш. 8°03′28″ в. д. |                                                          | Руины                                                            |
| Иберг         |             | 47°30′20″ с. ш. 8°11′12″ в. д. |                                                          | Руины                                                            |
| Кастельн      |             | 47°26′32″ с. ш. 8°07′08″ в. д. |                                                          |                                                                  |
| Киндхаузен    |             | 47°23′26″ с. ш. 8°21′58″ в. д. |                                                          | Руины                                                            |
| Клингнау      |             | 47°34′51″ с. ш. 8°14′54″ в. д. |                                                          |                                                                  |
| Кёнигштайн    |             | 47°25′29″ с. ш. 8°02′01″ в. д. |                                                          | Руины                                                            |
| Ландфогтай    |             | 47°28′22″ с. ш. 8°18′39″ в. д. |                                                          |                                                                  |
| Ленцбург      |             | 47°23′15″ с. ш. 8°11′08″ в. д. |                                                          |                                                                  |
| Либегг        |             | 47°20′11″ с. ш. 8°07′04″ в. д. |                                                          |                                                                  |
| Рюд           |             | 47°17′34″ с. ш. 8°05′20″ в. д. |                                                          |                                                                  |
| Шафисхайм     |             | 47°22′41″ с. ш. 8°08′38″ в. д. |                                                          |                                                                  |
| Шенкенберг    |             | 47°26′31″ с. ш. 8°06′02″ в. д. |                                                          | Руины                                                            |
| Шеренберг     | нет         | 47°18′41″ с. ш. 7°58′17″ в. д. |                                                          | Руины                                                            |
| Шлёссли       |             | 47°23′40″ с. ш. 8°02′43″ в. д. |                                                          |                                                                  |
| Шварцертурм   |             | 47°29′09″ с. ш. 8°12′23″ в. д. |                                                          |                                                                  |
| Штайн         |             | 47°28′23″ с. ш. 8°18′19″ в. д. |                                                          | Руины                                                            |
| Тегерфельден  |             | 47°33′39″ с. ш. 8°16′39″ в. д. |                                                          | Руины                                                            |
| Тростбург     |             | 47°19′51″ с. ш. 8°07′06″ в. д. |                                                          |                                                                  |
| Ургиз         |             | 47°27′38″ с. ш. 8°03′06″ в. д. |                                                          | Руины                                                            |
| Вильденштайн  |             | 47°25′43″ с. ш. 8°09′23″ в. д. |                                                          |                                                                  |
| Вильдегг      |             | 47°25′13″ с. ш. 8°10′13″ в. д. |                                                          |                                                                  |
| Лауфенбург    |             | 47°33′41″ с. ш. 8°03′39″ в. д. |                                                          | Руины                                                            |

### Аппенцелль-Ауссерроден
| Название   | Изображение | Координаты                     | Годы постройки | Комментарии |
| ---------- | ----------- | ------------------------------ | -------------- | ----------- |
| Розенберг  |             | 47°23′47″ с. ш. 9°16′55″ в. д. |                | Руины       |
| Рамзенбург |             | 47°23′18″ с. ш. 9°15′16″ в. д. |                | Руины       |
| Штайнегг   | нет         |                                |                |             |
| Урштайн    |             | 47°23′06″ с. ш. 9°19′27″ в. д. |                | Руины       |

### Аппенцелль-Иннерроден
| Название   | Изображение | Координаты                     | Годы постройки | Комментарии |
| ---------- | ----------- | ------------------------------ | -------------- | ----------- |
| Аппенцелль |             | 47°19′48″ с. ш. 9°24′35″ в. д. |                |             |

1. Замок Кланкс (Burg Clanx), Аппенцелль
2. Развалины Хох-Альтштеттен (Ruine Hoch-Altstätten), Оберегг

### Базель-Ланд, (Basel-Landschaft)
1. Замок Эш (Schloss Aesch), Эш

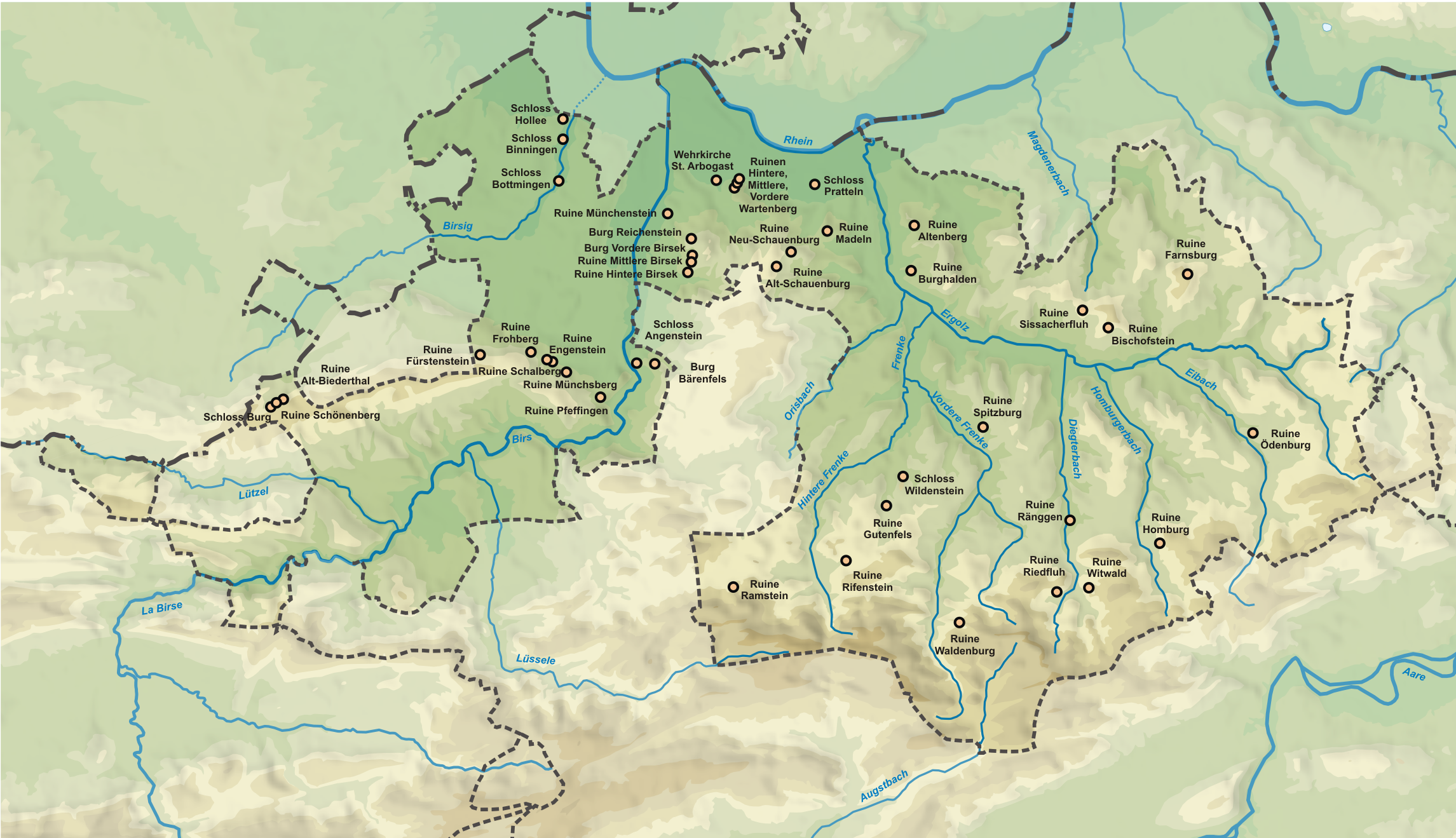
Крепости и замки в кантоне Базель-Ланд

2. Развалины Альт-Бидерталь (Ruine Alt-Biederthal), Бург
3. Развалины Альт-Шауэнбург (Ruine Alt-Schauenburg), Френкендорф
4. Развалины Альтенберг (Ruine Altenberg), Фюллинсдорф
5. Замок Ангенштайн (Schloss Angenstein), Дуггинген
6. Развалины Беренфельс (Ruine Bärenfels), Дуггинген
7. Замок Бург (Schloss Burg), Бург
8. Развалины Бургхальден (Ruine Burghalden), Листаль
9. Замок Биннинген (Schloss Binningen), Биннинген
10. Развалины Бишофштайн (Ruine Bischofstein), Зиссах
11. Замок Боттминген (Schloss Bottmingen), Боттминген
12. Замок Эбенрайн (Schloss Ebenrain), Зиссах
13. Развалины Энгенштайн (Ruine Engenstein), Пфеффинген
14. Развалины Фарнсбург (Ruine Farnsburg), Ормалинген
15. Развалины Фроберг (Ruine Frohberg), Эш
16. Развалины Фюрстенштайн (Ruine Fürstenstein), Эттинген
17. Развалины Гутенфельс (Ruine Gutenfels), Бубендорф
18. Развалины Хинтере-Бирзекк (Ruine Hintere Birseck), Арлесхайм
19. Развалины Хинтере-Вартенберг (Ruine Hintere Wartenberg), Муттенц
20. Замок Холеэшлёссхен (Schloss Holeeschlösschen), Биннинген
21. Развалины Хомбург (Ruine Homburg), Лойфельфинген
22. Развалины Иткон (Ruine Itkon), Зиссах и Бёктен
23. Развалины Мадельн (Ruine Madeln), Праттельн
24. Развалины Миттлере-Бирзекк (Ruine Mittlere Birseck), Арлесхайм
25. Развалины Миттлере-Вартенберг (Ruine Mittlere Wartenberg), Муттенц
26. Развалины Мюнхенштайн (Ruine Münchenstein), Мюнхенштайн
27. Развалины Мюнхсберг (Ruine Münchsberg), Пфеффинген
28. Развалины Ной-Шауэнбург (Ruine Neu-Schauenburg), Френкендорф
29. Развалины Оденбург (Ruine Ödenburg), Венслинген
30. Развалины Пфеффинген (Ruine Pfeffingen), Пфеффинген
31. Замок Праттельн (Schloss Pratteln), Праттельн
32. Развалины Ренгген (Ruine Ränggen), Дигтен
33. Развалины Рамштайн (Ruine Ramstein), Брецвиль
34. Замок Райхенштайн (Burg Reichenstein), Арлесхайм
35. Развалины Ридфлу (Grottenruine Riedfluh), Эптинген
36. Развалины Рифенштайн (Ruine Rifenstein), Райгольдсвиль
37. Развалины Шальберг (Ruine Schalberg), Пфеффинген
38. Развалины Шайдегг (Ruine Scheidegg), Текнау
39. Развалины Шёненберг (Ruine Schönenberg), Бург
40. Развалины Зиссахерфлу (Ruine Sissacherfluh), Зиссах
41. Развалины Шпицбург (Ruine Spitzburg), Рамлинсбург
42. Веркирхе Ст. Арбогаст (Wehrkirche St. Arbogast), Муттенц
43. Замок Фордере-Бирзекк (Burg Vordere Birseck), Арлесхайм
44. Развалины Фордере-Вартенберг (Ruine Vordere Wartenberg), Муттенц
45. Развалины Вальденбург (Ruine Waldenburg), Вальденбург
46. Развалины Вильд-Эптинген (Ruine Wild-Eptingen), Эптинген
47. Замок Вильденштайн (Schloss Wildenstein), Бубендорф
48. Замок Цвинген (Schloss Zwingen), Цвинген

### Берн
1. Замок Арберг (Schloss Aarberg), Арберг
2. Замок Арванген (Schloss Aarwangen), Арванген
3. Замок Алльмендинген (Schloss Allmendingen), Альмендинген-бай-Берн
4. Замок Альт-Бубенберг (Burg Alt-Bubenberg), Фрауэнкаппелен
5. Бланкенбург ауф Шёнегг (Blankenburg auf Schönegg), Замокиштайн
6. Замок Альт-Оберхофен (Burg Alt-Oberhofen), Оберхофен-ам-Тунерзе
7. Развалины Альт-Зигнау (Ruine Alt-Signau), Бовиль
8. Замок Арис-об-Кин (Burg Aris ob Kien), Райхенбах им Кандертал
9. Замок Амзольдинген (Schloss Amsoldingen), Амзольдинген
10. Замок Бельп (Schloss Belp), Бельп
11. Замок Новый Бельп (Neues Schloss Belp), Бельп
12. Замок Бипп (Schloss Bipp), Обербипп
13. Замок Бланкенбург (Schloss Blankenburg), Цвайзиммен
14. Замок Брандис (Burg Brandis), Лютцельфлю
15. Замок Бремгартен (Schloss Bremgarten), Бремгартен-бай-Берн
16. Замок Старый Бюмплиц (Altes Schloss Bümpliz), Бюмплиц
17. Замок Новый Бюмплиц (Neues Schloss Bümpliz), Бюмплиц
18. Замок Бюрен (Schloss Büren), Бюрен-ан-дер-Аре
19. Замок Бургдорф (Schloss Burgdorf), Бургдорф
20. Замок Бургиштайн (Schloss Burgistein), Бургиштайн
21. Развалины Бюрг (Ruine Bürg), Фрутиген
22. Развалины Шатийон (Ruine Châtillon), Пери
23. Замок Куртелари (Schloss Courtelary), Куртелари
24. Замок Дисенберг (Burg Diessenberg), Эшлен-бай-Обердисбах
25. Развалины Айхштальден (Ruine Eichstalden), Больтиген
26. Развалины Эргуэль (Куртелари) (Ruine Erguel (Courtelary)), Куртелари
27. Развалины Эргуэль (Сонвилье) (Ruine Erguel (Sonvilier)), Сонвилье
28. Замок Эрлах (Schloss Erlach), Эрлах
29. Развалины Эрленбах (Ruine Erlenbach), Эрленбах-им-Зимменталь
30. Развалины Фаулензе (Ruine Faulensee), Шпиц
31. Фелзенбург (Кандергрунд) (Felsenburg (Kandergrund)), Кандергрунд
32. Замок Фенис (Хазенбург) (Burg Fenis (Hasenburg)), Инс
33. Развалины Фести (Бенневил) (Ruine Festi (Bennewil)), Гурцелен
34. Развалины Фести (Лигерц) (Ruine Festi (Ligerz)), Лигерц
35. Замок Фризенберг (Burg Friesenberg), Виниген
36. Развалины Гаффер Чинге (Ruine Gaffer Tschinge), Эрленбах-им-Зимменталь
37. Замок Гампелен (Schloss Gampelen), Гампелен
38. Замок Гериштайн (Burg Geristein), Боллиген
39. Замок Герцензе (Burg Gerzensee), Герцензе
40. Замок Старый Герцензе (Altes Schloss Gerzensee), Герцензе
41. Замок Новый Герцензе (Neues Schloss Gerzensee), Герцензе
42. Развалины Гольдхубель (Ruine Goldhubel), Эгертен
43. Развалины Графенштайн (Ruine Grafenstein), Димтиген
44. Грасбург (Валерн) (Grasburg (Wahlern)), Валерн
45. Развалины Гримменштайн (Ruine Grimmenstein), Виниген
46. Развалины Грюненберг (Burgruine Grünenberg), Мельхнау
47. Замок Гутенбург (Burg Gutenburg (Gutenburg BE)), Гутенбург
48. Замок Гюмлиген (Schloss Gümligen), Гюмлиген
49. Развалины Гюмменен (Ruine Gümmenen), Гюмменен
50. Замок Хабштеттен (Schloss Habstetten), Боллиген
51. Развалины Хазенбург (Гримменштайн) (Ruine Hasenburg (Grimmenstein)), Димтиген
52. Развалины Хаттинген (Ruine Hattingen), Ленгенбюль
53. Развалины Хельфенштайн (Фестихубель) (Ruine Helfenstein (Festihubel)), Валерн
54. Замок Херблиген (Burg Herbligen), Херблиген
55. Развалины Хобург (Ruine Hohburg), Бельп
56. Замок Хиндельбанк (Schloss Hindelbank), Хиндельбанк
57. Замок Холлиген (Schloss Holligen), Берн
58. Развалины Хумберг (Ruine Humberg), Хермисвиль
59. Замок Хюнегг (Schloss Hünegg), Хильтерфинген
60. Замок Хюниген (Schloss Hünigen), Конольфинген
61. Развалины Ишберг (Ruine Ieschberg), Альхенсторф
62. Замок Интерлакен (Schloss Interlaken), Интерлакен
63. Развалины Ягдбург (Ruine Jagdburg), Хёфен-бай-Тун
64. Замок Егерлен (Burg Jegerlehn), Лютцельфлю
65. Замок Егеншторф (Schloss Jegenstorf), Егенсторф
66. Замок Керзац (Schloss Kehrsatz), Керзац
67. Замок Кизен (Schloss Kiesen), Кизен
68. Замок Кёниц (Schloss Köniz), Кёниц
69. Развалины Крамбург (Ruine Kramburg), Гельтерфинген
70. Замок Ландсхут (Schloss Landshut), Утценсторф
71. Замок Лаубегг (Burg Laubegg (BE)), Больтиген
72. Замок Лаупен (Schloss Laupen), Лаупен
73. Хоф Лигерц (Hof Ligerz), Лигерц
74. Замок Лангенштайн (Burg Langenstein), Мельхнау
75. Филла Меттлен (Villa Mettlen), Мури-бай-Берн
76. Замок Мутье (Schloss Moutier), Мутье
77. Развалины Мюленен унд Летци (Ruine Burg Mülenen und Letzi), Райхенбах им Кандертал
78. Замок Мюнхенвилер (Schloss Münchenwiler), Мюнхенвилер
79. Замок Мюнзинген (Schloss Münsingen), Мюнзинген
80. Замок Мури (Schloss Muri), Мури бай Берн
81. Замок Ной-Бубенберг (Burg Neu-Bubenberg), Кёниц
82. Замок Ной-Зигнау (Burg Neu-Signau), Бовиль
83. Замок Нидау (Schloss Nidau), Нидау
84. Замок Нидегг (Burg Nydegg), Берн
85. Развалины Обере Эрлинсбург (Ruine Obere Erlinsburg), Нидербипп
86. Развалины Оберер Манненберг (Ruine Oberer Mannenberg), Цвайзиммен
87. Развалины Унтерер Манненберг (Ruine Unterer Mannenberg), Цвайзиммен
88. Замок Мюнненберг (Burg Münnenberg), Лютцельфлю
89. Замок Новый Обердисбах (Schloss Oberdiessbach), Обердисбах
90. Развалины Обергурцелен (Ruine Obergurzelen), Гурцелен
91. Замок Оберхофен (Schloss Oberhofen), Оберхофен-ам-Тунерзе
92. Кампань Оберрид (Campagne Oberried), Бельп
93. Развалины Оберванген (Ruine Oberwangen), Кёниц
94. Замок Ольтиген (Burg Oltigen), Радельфинген
95. Развалины Питерлен (Ruine Pieterlen), Питерлен
96. Гут Раллиген (Gut Ralligen), Мерлиген
97. Развалины Рамисбург (Ruine Ramisburg), Рюэггисберг
98. Замок Райхенбах (Schloss Reichenbach), Цолликофен
99. Реститурм (Restiturm), Майринген
100. Развалины Ридбург (Ruine Riedburg), Кёниц
101. Замок Рид (Хюнибах) (Burg Ried (Hünibach)), Хюнибах
102. Замок Риггисберг (Schloss Riggisberg), Риггисберг
103. Развалины Ринггенберг (Ruine Ringgenberg), Ринггенберг
104. Развалины Рорберг (Ruine Rohrberg), Аусвиль
105. Развалины Ротенфлу (Ruine Rothenfluh (Balm)), Валерн
106. Замок Ротхёхи (Burg Rothöchi), Обербург БЕ
107. Развалины Роншатель (Ruine Rondchâtel), Пери
108. Замок Рюмлиген (Schloss Rümligen), Гюрбетал
109. Развалины Шаттенбург (Ruine Schattenburg (Festi)), Обервил им Зимментал
110. Замок Шадау (Schloss Schadau), Тун
111. Развалины Шадбург (Ruine Schadburg), Ринггенберг
112. Замок Шлоссберг (Burg Schlossberg), Ла Нойфефилле
113. Шнабельбург (Мельхнау) (Schnabelburg (Melchnau)), Мельхнау
114. Развалины Швандибург (Ruine Schwandiburg), Штеттлен
115. Замок Шварценбург (Schloss Schwarzenburg), Шварценбург
116. Замок Зебург (Schloss Seeburg), Изельтвальд
117. Развалины Зимменегг (Ruine Simmenegg), Больтиген
118. Замок Шпиц (Schloss Spiez), Шпиц
119. Замок Шпиттель (Schloss Spittel), Зумисвальд
120. Замок Шпитценберг (Burg Spitzenberg (BE)), Лангнау им Емментал
121. Замок Штрасберг (Бюрен-ан-дер-Аре) (Burg Strassberg (Büren an der Aare)), Бюрен-ан-дер-Аре
122. Развалины Штреттлиген (Ruine Strättligen), Тун
123. Развалины Швабенрид (Ruine Schwabenried), Занен
124. Развалины Швандихольц (Ruine Schwandiholz), Дайссвиль
125. Замок Танненберг (Burg Tannenberg (BE)), Больтиген
126. Телленбург (Tellenburg), Фрутиген
127. Тойфельсбург (Teufelsburg (Schweiz)), Рюти бай Бюрен
128. Замок Тилле (Schloss Thielle), Тилле
129. Замок Торберг (Schloss Thorberg), Краухталь
130. Замок Тун (Schloss Thun), Тун
131. Замок Тунштеттен (Schloss Thunstetten), Тунштеттен
132. Замок Тоффен (Schloss Toffen), Тоффен
133. Замок Траксельвальд (Schloss Trachselwald), Траксельвальд
134. Развалины Уттиген) (Ruine Uttigen)), Уттиген
135. Замок Унтерзен (Schloss Unterseen), Унтерзен
136. Замок Урзеллен (Schloss Ursellen), Рюэггисберг
137. Развалины Фести (Цвергилёхер) (Ruine Vesti (Zwergilöcher)), Унтерзен
138. Замок Вальдау (Schloss Waldau), Берн
139. Замок Ванген-ан-дер-Аре (Schloss Wangen an der Aare), Ванген-ан-дер-Ааре
140. Развалины Вартенштайн (Ruine Wartenstein), Лауперсвиль
141. Вассербург (Wasserburg), Керненрид
142. Развалины Вайсенау (Ruine Weissenau), Унтерзен
143. Развалины Вайсенбург (Ruine Weissenburg), Дерштеттен
144. Замок Видлисбах (Schloss Wiedlisbach), Видлисбах
145. Замок Виль (Schloss Wil), Шлоссвиль
146. Замок Виммис (Schloss Wimmis), Виммис
147. Замок Виттигкофен (Schloss Wittigkofen), Берн
148. Замок Ворб (Schloss Worb), Ворб
149. Замок Новый Ворб (Neues Schloss Worb), Ворб

### Фрибур(Freiburg)
См. основную статью: Список крепостей и замков в кантоне Фрибур (Liste der Burgen und Schlösser im Kanton Freiburg)
1. Замок Атталенс (Schloss Attalens), Атталенс
2. Замок Бюль (Schloss Bulle), Бюль
3. Замок Шено (Schloss Chenaux), Эставейе-ле-Лак
4. Замок Грейер (Schloss Greyerz), Грюйер
5. Развалины Илленс (Ruine Illens), Росан
6. Замок Монтаньи (Burg Montagny), Монтаньи
7. Замок Муртен (Schloss Murten), Муртен
8. Замок Обермаггенберг (Burg Obermaggenberg), Альтерсвиль
9. Замок Ромон (Schloss Romont), Ромон
10. Замок Ру (Schloss Rue), Ру
11. Замок Зурпьер (Schloss Surpierre), Зурпьер
12. Замок Волрюз (Schloss Vaulruz), Волрюз
13. Замок Ла Гран Ридера (Schloss La Grande Riedera), Муре
14. Замок Пон (Schloss Pont), Пон-ан-Ого

### Женева(Genf)
См. основную статью: Список крепостей и замков в кантоне Женева (Liste der Burgen und Schlösser im Kanton Genf)
1. Крес (Schloss Le Crest), Жюсси
2. Компесьер (Schloss Compesières), Бардонне
3. Эрманс (Burg Hermance), Эрманс
4. Турне (Schloss Tournay), Преньи-Шамбези

### Гларус(Glarus)
См. основную статью: Список крепостей и замков в кантоне Гларус (Liste der Burgen und Schlösser im Kanton Glarus)

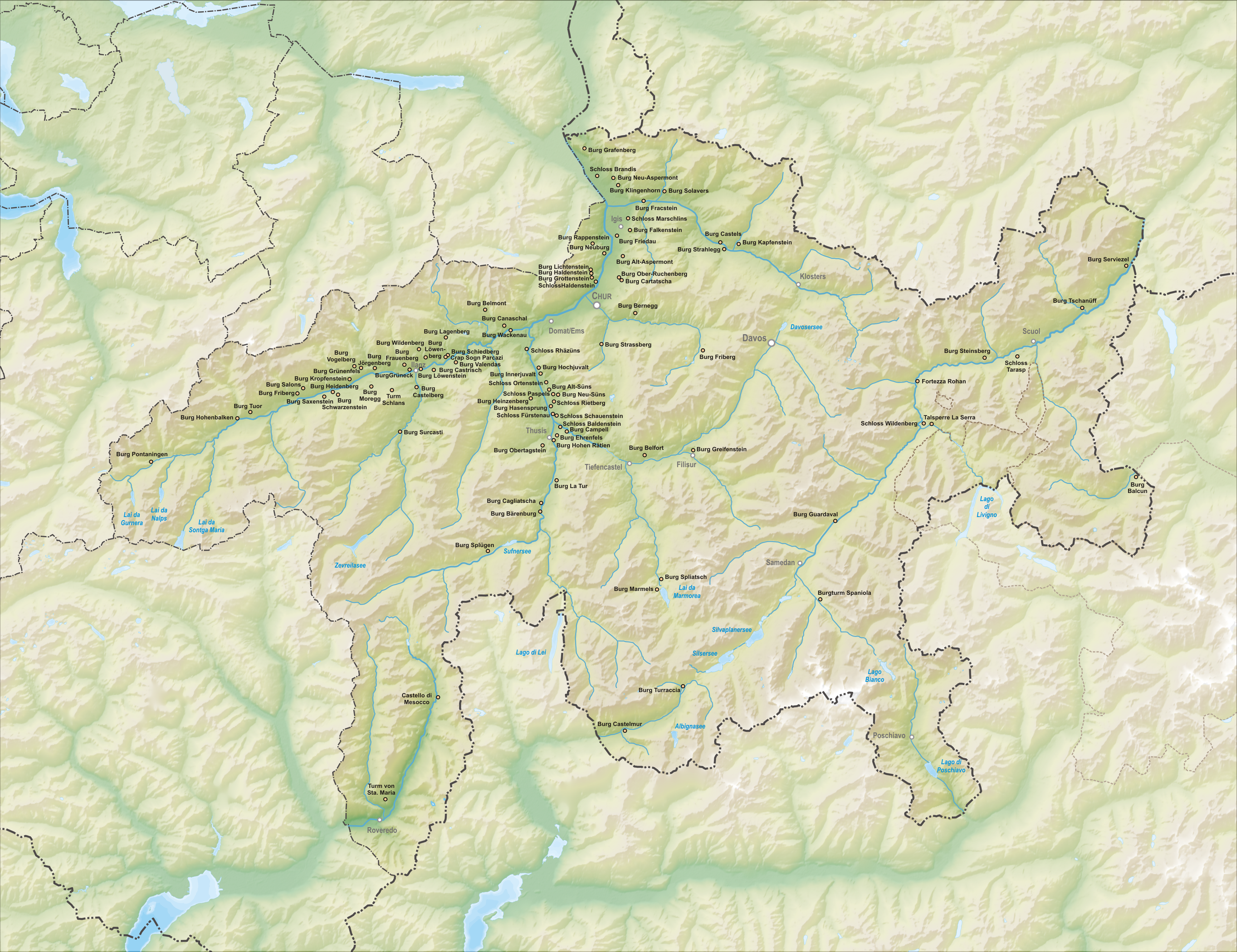
Крепости и замки в кантоне Граубюнден

1. Форбург (Vorburg), Оберурнен
2. Зола (Ruine Sola), Золь

### Граубюнден(Graubünden)
См. основную статью: Список крепостей и замков в кантоне Граубюнден (Liste der Burgen und Schlösser im Kanton Graubünden)
1. Бишёфлихес Шлосс Фюрстенау (Bischöfliches Schloss Fürstenau)
2. Замок Альт-Аспермонт (Burg Alt-Aspermont), Триммис
3. Замок Альт-Зюнс (Burg Alt-Süns), Паспельс
4. Замок Балькун-Ат (Burg Balcun At), Мюстаир
5. Замок Бальденштайн (Schloss Baldenstein), Зильс-им-Домлешг
6. Замок Беренбург (Burg Bärenburg), Андер
7. Замок Бельфорт (Burg Belfort), Бриенц-Бринцаульс
8. Замок Бельмонт (Burg Belmont), Флимс
9. Замок Бернегг (Burg Bernegg), Кальфрайзен
10. Замок Брандис (Schloss Brandis), Майенфельд
11. Замок Кальатша (Burg Cagliatscha), Клугин
12. Башня Санта-Мария-ин-Каланка (Turm von Sta. Maria in Calanca), Санта-Мария-ин-Каланка
13. Замок Кампелл (Burgruine Campell), Зильс-им-Домлешг
14. Замок Канашал (Burg Canaschal), Трин (Граубюнден)
15. Замок Картача (Burg Cartatscha), Трун (Граубюнден)
16. Замок Кастельберг (Burg Castelberg), Лувен (Граубюнден)
17. Замок Кастельс (Burg Castels), Луцайн
18. Замок Кастриш (Burg Castrisch), Кастриш
19. Замок Кастельмур (Burg Castelmur), Бондо
20. Крап Зонь Паркаци (Crap Sogn Parcazi), Трин (Граубюнден)
21. Замок Эренфельс (Burg Ehrenfels), Зильс-им-Домлешг
22. Замок Фракштайн (Burg Fracstein), Зевис (Преттигау)
23. Замок Фалькенштайн (Burg Falkenstein (Igis)), Игис
24. Замок Фрауэнберг (Burg Frauenberg (Ruschein)), Рушайн
25. Замок Фриберг (Сиат) (Burg Friberg (Siat)), Сиат
26. Замок Фриберг (Трун) (Burg Friberg (Trun)), Трун (Граубюнден)
27. Замок Фридау (Burg Friedau), Цицерс
28. Замок Графенберг (Burg Grafenberg), Флеш (Граубюнден)
29. Замок Грайфенштайн (Burg Greifenstein), Филизур
30. Замок Гроттенштайн (Burg Grottenstein), Хальденштайн
31. Замок Грюнекк (Burg Grüneck), Иланц
32. Замок Грюненфельс (Burg Grünenfels), Вальтенсбург (Вуорц)
33. Замок Гуардафал (Burg Guardaval), Мадулайн
34. Замок Хальденштайн (Burg Haldenstein), Хальденштайн
35. Крепость Хальденштайн (Schloss Haldenstein), Хальденштайн
36. Замок Хазеншпрунг (Burg Hasensprung), Пратваль
37. Замок Хайденберг (Burg Heidenberg), Оберзаксен
38. Замок Хайнценберг (Burg Heinzenberg), Прец
39. Замок Хохьюфальт (Burg Hochjuvalt), Ротенбруннен
40. Замок Хоэнбалькен (Burg Hohenbalken), Сумвич
41. Замок Иннерьюфальт (Burg Innerjuvalt), Ротенбруннен
42. Замок Хоенретин (Burg Hohenrätien), Зильс-им-Домлешг
43. Развалины Йёргенберг (Ruine Jörgenberg), Вальтенсбург (Вуорц)
44. Замок Капфенштайн (Burg Kapfenstein), Кюблис
45. Замок Клингенхорн (Burg Klingenhorn), Маланс
46. Замок Кропфенштайн (Burg Kropfenstein), Вальтенсбург (Вуорц)
47. Замок Лагенберг (Burg Lagenberg), Лакс
48. Замок Ла-Тур (Burg La Tur), Циллис-Райшен
49. Ла Зерра (Talsperre La Serra), Цернец
50. Замок Лихтенштайн (Хальденштайн) (Burg Lichtenstein (Haldenstein)), Хальденштайн
51. Замок Лёвенберг (Burg Löwenberg), Шлуайн
52. Замок Лёвенштайн (Burg Löwenstein), Иланц
53. Замок Мармельс (Burg Marmels), Марморера
54. Замок Маршлинс (Schloss Marschlins), Игис
55. Кастелло ди Мезокко (Castello di Mesocco), Мезокко
56. Замок Морегг (Burg Moregg), Оберзаксен
57. Замок Ной-Аспермонт (Burg Neu-Aspermont), Енинс
58. Замок Ной-Зюнс (Burg Neu-Süns), Паспельс
59. Развалины Нойбург (Ruine Neuburg), Унтервац
60. Замок Нифагль (Burg Nivagl), Вац (Обервац)
61. Замок Обертагштайн (Burg Obertagstein), Тузис
62. Замок Обер-Рухенберг (Burg Ober-Ruchenberg), Триммис
63. Замок Ортенштайн (Schloss Ortenstein), Тумель (Томильс)
64. Замок Паспельс (Schloss Paspels), Паспельс
65. Замок Понтанинген (Burg Pontaningen), Туеч
66. Замок Раппенштайн (Burg Rappenstein), Унтервац
67. Замок Рецюнс (Schloss Rhäzüns), Рецюнс
68. Замок Ритберг (Schloss Rietberg), Пратваль
69. Фортецца Роан (Fortezza Rohan), Суш (Швейцария)
70. Замок Заксенштайн (Burg Saxenstein), Оберзаксен
71. Замок Залонс (Burg Salons), Шланс
72. Замок Шауэнштайн (Schloss Schauenstein)
73. Развалины Шидберг (Ruine Schiedberg), Сагонь
74. Башня Шланс (Turm Schlans), Шланс
75. Замок Шварценштайн (Burg Schwarzenstein), Оберзаксен
76. Развалины Зерфицель (Ruine Serviezel), Члин
77. Замок Золаферс (Burg Solavers), Зевис (Преттигау)
78. Башня Спаниола (Burgturm Spaniola), Понтрезина
79. Замок Шплиач (Burg Spliatsch), Сур (Граубюнден)
80. Замок Шплюген (Burg Splügen), Шплюген
81. Развалины Штайнсберг (Ruine Steinsberg), Ардец
82. Замок Штралегг (Burg Strahlegg), Фидерис
83. Замок Штрасберг (Burg Strassberg), Маликс
84. Замок Зуркасти (Burg Surcasti), Зуркасти
85. Замок Тарасп (Schloss Tarasp), Тарасп
86. Торре Палас (Torre Palas), Сан-Витторе
87. Замок Туор (Burg Tuor), Сумвич
88. Башня Ла Прашун (Turm la Praschun), Суш (Швейцария)
89. Развалины Туррачча (Ruine Turraccia), Викосопрано
90. Замок Чанюфф (Burg Tschanüff), Рамош
91. Замок Валендас (Burg Valendas), Валендас
92. Замок Фогельберг (Burg Vogelberg), Вальтенсбург (Вуорц)
93. Замок Ваккенау (Burg Wackenau), Бонадуц
94. Замок Вильденберг (Burg Wildenberg), Фалера
95. Крепость Вильденберг (Schloss Wildenberg), Цернец

### Юра(Jura)
См. основную статью: Список крепостей и замков в кантоне Юра (Liste der Burgen und Schlösser im Kanton Jura)
1. Замок Делемон (Schloss Delémont), Делемон
2. Замок Лёвенбург (Löwenburg), Эдерсвилер
3. Замок Плёжуз (Schloss Pleujouse), Плёжуз
4. Замок Поррантрюи (Schloss Pruntrut), Поррантрюи
5. Замок Раймонтпьер (Schloss Raymontpierre), Верм

### Люцерн(Luzern)
См. основную статью: Список крепостей и замков в кантоне Люцерн (Liste der Burgen und Schlösser im Kanton Luzern)
1. Развалины Кастелен (Ruine Kastelen), Альберсвиль
2. Замок Беромюнстер (Schloss Beromünster), Беромюнстер
3. Замок Вюэр (Schloss Wyher), Эттисвиль
4. Замок Хайдегг (Schloss Heidegg), Гельфинген
5. Развалины Грюненберг (Ruine Grünenberg), Хицкирх
6. Приход Святого Иоанна в Хоэнрайне (Johanniterkommende Hohenrain), Хоэнрайн
7. Замок Шауэнзе (Schloss Schauensee), Кринс
8. Развалины Лили (Ruine Lieli), Лили
9. Замок Мауэнзе (Schloss Mauensee), Мауэнзе
10. Замок Меггенхорн (Schloss Meggenhorn), Мегген
11. Замок Ной-Габсбург (Schloss Neu-Habsburg), Мегген
12. Приход Святого Иоанна в Райдене (Johanniterkommende Reiden), Райден
13. Башня Рихензе (Turm von Richensee), Рихензе
14. Замок Викон (Burg Wikon), Викон
15. Развалины Хазенбург (Ruine Hasenburg), Виллизау
16. Альт Эшенбах (Alt Eschenbach), Инвиль

### Невшатель(Neuenburg)
См. основную статью: Список крепостей и замков в кантоне Невшатель (Liste der Burgen und Schlösser im Kanton Neuenburg)
1. Замок Будри (Schloss Boudry), Будри
2. Замок Коломбье (Schloss Colombier), Коломбье
3. Замок Ле Ландерон (Schloss Le Landeron), Ле Ландерон
4. Замок Невшатель (Schloss Neuenburg), Невшатель
5. Замок Валанжен (Schloss Valangin), Валанжен
6. Замок Вомаркю (Schloss Vaumarcus), Вомаркю

### Нидвальден(Nidwalden)
См. основную статью: Список крепостей и замков в кантоне Нидвальден (Liste der Burgen und Schlösser im Kanton Nidwalden)
1. Замок Роцберг (Burg Rotzberg), Штанс
2. Шництурм (Schnitzturm), Штансштад
3. Замок Вольфеншиссен (Burg Wolfenschiessen), Вольфеншиссен

### Обвальден(Obwalden)
См. основную статью: Список крепостей и замков в кантоне Обвальден (Liste der Burgen und Schlösser im Kanton Obwalden)
1. Хексентурм (Hexenturm), Зарнен
2. Замок Ланденберг (Burg Landenberg), Зарнен
3. Замок Розенберг (Burg Rosenberg), Гисвиль
4. Развалины Руденц (Burgruine Rudenz), Гисвиль

### Шаффхаузен(Schaffhausen)
См. основную статью: Список крепостей и замков в кантоне Шаффхаузен (Liste der Burgen und Schlösser im Kanton Schaffhausen)
1. Замок Беринген (Schloss Beringen), Беринген (Шаффхаузен)
2. Замок Бибермюле (Bibermühle), Рамзен (Шаффхаузен)
3. Развалины Хартенкирх (Ruine Hartenkirch), Зиблинген
4. Замок Херблинген (Schloss Herblingen), Шаффхаузен
5. Замок Хоэнклинген (Burg Hohenklingen), Штайн-на-Рейне
6. Крепость Мунот (Festung Munot), Шаффхаузен
7. Развалины Нойбург (Ruine Neuburg), Нойхаузен-ам-Райнфалль
8. Замок Нойнкирх (Schloss Neunkirch), Нойнкирх
9. Замок Ранденбург (Randenburg), Шлайтхайм
10. Замок Вёрт (Schlösschen Wörth), Нойхаузен-ам-Райнфалль
11. Развалины Радегг (Ruine Radegg), Вильхинген
12. Замок Зонненбурггут (Sonnenburggut), Шаффхаузен
13. Замок Тайнген (Schloss Thayngen), Тайнген
14. Развалины Фолькенштайн (Ruine Wolkenstein), Хемисхофен

### Швиц(Schwyz)
См. основную статью: Список крепостей и замков в кантоне Швиц (Liste der Burgen und Schlösser im Kanton Schwyz)
1. Замок Гринау (Schloss Grynau), Тугген
2. Замок Цу Кюснахт (Burg zu Küssnacht), Кюснахт-ам-Риги
3. Замок Пфеффикон (Schlossanlage Pfäffikon), Пфеффикон (Швиц)
4. Замок Альт-Рапперсвиль (Burg Alt-Rapperswil), Альтендорф (Швиц)
5. Башня Ротентурм (Wehrturm Rothenthurm), Ротентурм (Швиц)
6. Башня Цу Шорнен (Turm zu Schornen), Заттель (Швиц)
7. Замок Шванау (Burg Schwanau), Лауэрц
8. Замок Швиц (Archivturm Schwyz), Швиц (коммуна)

### Золотурн(Solothurn)
См. основную статью: Список крепостей и замков в кантоне Золотурн (Liste der Burgen und Schlösser im Kanton Solothurn)
1. Замок Альт-Фалькенштайн (Burg Alt-Falkenstein), Бальсталь
2. Развалины Альт-Бехбург (Ruine Alt-Bechburg), Хольдербанк
3. Развалины Бальм (Ruine Balm), Бальм-Гюнсберг
4. Развалины Бальм (Ruine Balm), Дорнах
5. Крепость Фалькенштайн (Schloss Falkenstein), Нидергёсген
6. Замок Флохбург(Frohburg), Тримбах
7. Развалины Гильденберг (Ruine Gilgenberg), Цульвиль
8. Развалины Хильзенштайн (Ruine Hilsenstein), Дорнах
9. Развалины Ной-Фалькенштайн (Ruine Neu-Falkenstein), Бальсталь
10. Замок Ной-Тирштайн (Burg Neu-Thierstein), Бюссерах
11. Замок Ротберг (Burg Rotberg), Метцерлен-Мариаштайн
12. Развалины Штерненберг (Ruine Sternenberg), Хофштеттен-Флю
13. Крепость Вальдегг (Schloss Waldegg), Фельдбруннен-Санкт-Никлаус
14. Крепость Вартенфельс (Schloss Wartenfels (Lostorf)), Лосторф
15. Крепость Ной-Бехбург (Schloss Neu-Bechburg), Энзинген

### Санкт-Галлен(St. Gallen)
См. основную статью: Список крепостей и замков в кантоне Санкт-Галлен (Liste der Burgen und Schlösser im Kanton St. Gallen)
1. Замок Бибитон (Burg Bibiton), Кальтбрун
2. Замок Доттенвиль (Schloss Dottenwil), Виттенбах
3. Развалины Фройденберг (Ruine Freudenberg), Бад-Рагац
4. Замок Грепланг (Burg Gräpplang), Флумс
5. Замок Оберберг (Schloss Oberberg), Госсау
6. Замок Рапперсвиль (Schloss Rapperswil), Рапперсвиль
7. Замок Зарганс (Schloss Sargans), Зарганс
8. развалины Уцнаберг (Ruine Uznaberg), Уцнах
9. Замок Вартегг (Schloss Wartegg), Роршахерберг
10. Замок Вартензе (Schloss Wartensee), Роршахерберг
11. развалины Вартенштайн (Ruine Wartenstein), Пфеферс
12. Замок Верденберг (Schloss Werdenberg), Грабс
13. Замок Вартау (Burg Wartau), Вартау
14. Замок Шварценбах (Schloss Schwarzenbach), Йоншвиль

### Тичино(Tessin)
См. основную статью: Список крепостей и замков в кантоне Тичино (Liste der Burgen und Schlösser im Kanton Tessin)
1. Крепостные сооружения Беллинцоны (Burgen von Bellinzona:
  1. Кастельгранде (Castelgrande), Беллинцона
  2. Замок Монтебелло (Castello di Montebello), Беллинцона
  3. Замок Сассо-Корбаро (Castello di Sasso Corbaro), Беллинцона
2. Замок Висконти (Castello Visconteo), Локарно
3. Замок Грильони (Castello dei Griglioni), Аскона
4. Дом Язычников (Casa dei Pagani), Киджонья
5. Башня Педрини (Torre dei Pedrini), Киронико
6. Замок Кортауро (Castaldaria di Cortauro), Кларо
7. Замок Магория (Castello dei Magoria), Кларо
8. Дом Язычников (Casa dei Pagani), Донджо
9. Замок Санта-Мария (Santa Maria di Castello (Giornico)), Джорнико
10. Башня Аттоне (Torre di Attone), Джорнико
11. Замок Св. Георгия (Castello di S. Giorgio), Мальязо
12. Дом Язычников (Casa dei Pagani), Мальвалья
13. Замок Моркоте (Castello di Morcote), Моркоте
14. Замок Понтегана (Castello di Pontegana), Балерна
15. Башня Редде (Torre di Redde), Капрьяска
16. Замок Серравалле (Serravalle), Семьоне

### Тургау(Thurgau)
См. основную статью: Список крепостей и замков в кантоне Тургау (Liste der Burgen und Schlösser im Kanton Thurgau)
1. Развалины Альт-Бихельзе (Ruine Alt-Bichelsee), Бихельзе-Бальтерсвиль
2. Альтенбург (Altenburg), Мерштеттен
3. Замок Альтенклинген (Schloss Altenklingen)
4. Замок Арбон (Schloss Arbon), Арбон
5. Замок Арененберг (Schloss Arenenberg), Заленштайн
6. Замок Бахтобель (Schloss Bachtobel), Вайнфельден
7. Замок Бернегг (Schloss Bernegg), Кройцлинген
8. Замок Бишофсцелль (Schloss Bischofszell), Бишофсцелль
9. Замок Брунегг (Унтерер Гирсберг) (Schloss Brunegg (Unterer Girsberg))
10. Замок Бувиль (Burg Buhwil), Крадольф-Шёненберг
11. Замок Бюрглен (Schloss Bürglen)
12. Замок Кастель (Schloss Castell), Тегервилен
13. Замок Эберсберг (Schloss Ebersberg), Кройцлинген
14. Замок Эпписхаузен (Schloss Eppishausen), Ерлен
15. Замок Ойгенсберг (Schloss Eugensberg), Заленштайн
16. Замок Фрауэнфельд (Schloss Frauenfeld), Фрауэнфельд
17. Замок Гирсберг (Schloss Girsberg, Кройцлинген
18. Замок Гларизегг (Schloss Glarisegg), Штекборн
19. Замок Готтлибен (Schloss Gottlieben), Готтлибен
20. Замок Хагенвиль (Schloss Hagenwil), Амрисвиль
21. Замок Хайтнау (Burg Heitnau), Браунау
22. Замок Хойберг (Burgruine Heuberg), Бишофсцелль
23. Замок Хорн (Schloss Horn), Хорн
24. Замок Хубберг (Schloss Hubberg), Заленштайн
25. Замок Кефикон (Schloss Kefikon), Гахнанг
26. Развалины Ласт (Burgruine Last), Крадольф-Шёненберг
27. Замок Либенфельс (Schloss Liebenfels), Хердерн
28. Замок Луизенберг (Schloss Louisenberg), Заленштайн
29. Замок Маммертсхофен (Schloss Mammertshofen), Рогвиль
30. Замок Нойбург (Neuburg), Маммерн
31. Замок Эттлисхаузен (Burg Öttlishausen), Хоэнтаннен
32. Замок Рогвиль (Schloss Roggwil), Рогвиль
33. Замок Зандегг (Schloss Sandegg), Заленштайн
34. Замок Шлайфенрайн (Burg Schleifenrain), Кемменталь
35. Замок Зебург (Seeburg), Кройцлинген
36. Замок Заленштайн (Schloss Salenstein), Заленштайн
37. Замок Зонненберг (Schloss Sonnenberg), Штетфурт
38. Замок Штайнегг (Schloss Steinegg), Хютвилен
39. Замок Таннегг (Burg Tannegg), Фишинген
40. Развалины Туттвилерберг (Ruine Tuttwilerberg), Венги
41. Замок Унтерхоф (Burg Unterhof), Дисенхофен
42. Замок Вайнфельден (Schloss Weinfelden), Вайнфельден
43. Замок Велленберг (Schloss Wellenberg), Фельбен-Вельхаузен

### Ури(Uri)
См. основную статью: Список крепостей и замков в кантоне Ури (Liste der Burgen und Schlösser im Kanton Uri)
1. Замок Аттингхаузен (Burg Attinghausen), Аттингхаузен
2. Замок Зиленен (Burg Silenen), Зиленен
3. Замок А Про (Schloss A Pro), Зедорф
4. Замок Руденц (Schloss Rudenz), Флюэлен
5. Замок Берольдинген (Schlösschen Beroldingen), Зелисберг
6. Башня Цу Бюрглен (Türme zu Bürglen), Бюрглен
7. Башня дер Херрен фон Хоспенталь (Turm der Herren von Hospental), Хоспенталь
8. Цвинг-Ури (Zwing-Uri), Зиленен

### Во(Waadt)
См. основную статью: Список крепостей и замков в кантоне Во (Liste der Burgen und Schlösser im Kanton Waadt)
1. Замок Эгль (Burg Aigle), Эгль
2. Замок Блоне (Schloss Blonay), Блоне
3. Замок Шампван (Schloss Champvent), Шампван
4. Замок Шильйон (Schloss Chillon), Вето
5. Замок Глеролль (Schloss Glérolles), Рива
6. Замок Грансон (Schloss Grandson), Грансон
7. Замок Люсан (Schloss Lucens), Люсан
8. Замок Морж (Schloss Morges), Морж
9. Замок Мудон (Schloss Moudon), Мудон
10. Замок Ньон (Schloss Nyon), Ньон
11. Замок Орб (Burgruine Orbe), Орб
12. Замок Орон (Schloss Oron), Орон-ле-Шатель
13. Замок Уши (Schloss Ouchy), Лозанна
14. Замок Пранжен (Schloss Prangins), Пранжен
15. Замок Роль (Schloss Rolle), Роль
16. Замок Сен-Сафорен (Schloss Saint-Saphorin), Сен-Сафорен-сюр-Морж
17. Замок Сен-Трифон (Burg Saint-Triphon), Оллон
18. Замок Ла-Сарра (Schloss La Sarraz), Ла-Сарра
19. Замок Ивердон (Schloss Yverdon), Ивердон-ле-Бен
20. Замок Вюфлан (Schloss Vufflens), Вюфлан-ле-Шато

### Вале(Wallis)
См. основную статью: Список крепостей и замков в кантоне Вале (Liste der Burgen und Schlösser im Kanton Wallis)
1. Замок Ла-Батья (Burg La Bâtiaz), Мартиньи
2. Замок де ла Кур (Schloss de la Cour), Сьер
3. Развалины Гештельнбург (Ruine Gestelnburg), Нидергештельн
4. Башня де Губинь (Tour de Goubing), Сьер
5. Замок Бишофсшлосс Лойк (Bischofsschloss Leuk), Лойк
6. Замок Фицтумшлосс Лойк (Viztumschloss Leuk), Лойк
7. Замок Мажори (Burg Majorie), Сьон
8. Замок Сейон (Burg Saillon), Сейон
9. Замок Сен-Морис (Schloss Saint-Maurice), Сен-Морис
10. Замок Саксон (Burg Saxon), Саксон
11. Замок Штоккальпершосс Stockalperschloss, Бриг
12. Замок Турбийон (Schloss Tourbillon), Сьон
13. Замок де Валер (Château de Valère), Сьон

### Цуг(Zug)
См. основную статью: Список крепостей и замков в кантоне Цуг (Liste der Burgen und Schlösser im Kanton Zug)
1. Замок Буонас (Schloss Buonas), Риш
2. Замок Фройденберг (Schloss Freudenberg), Риш
3. Замок Хюненберг (Burg Hünenberg), Хюненберг
4. Замок Цуг (Burg Zug), Цуг
5. Замок Сент-Андреас (Schloss St. Andreas), Хам
6. Вильденбург (Burg Wildenburg), Бар

### Цюрих(Zürich)

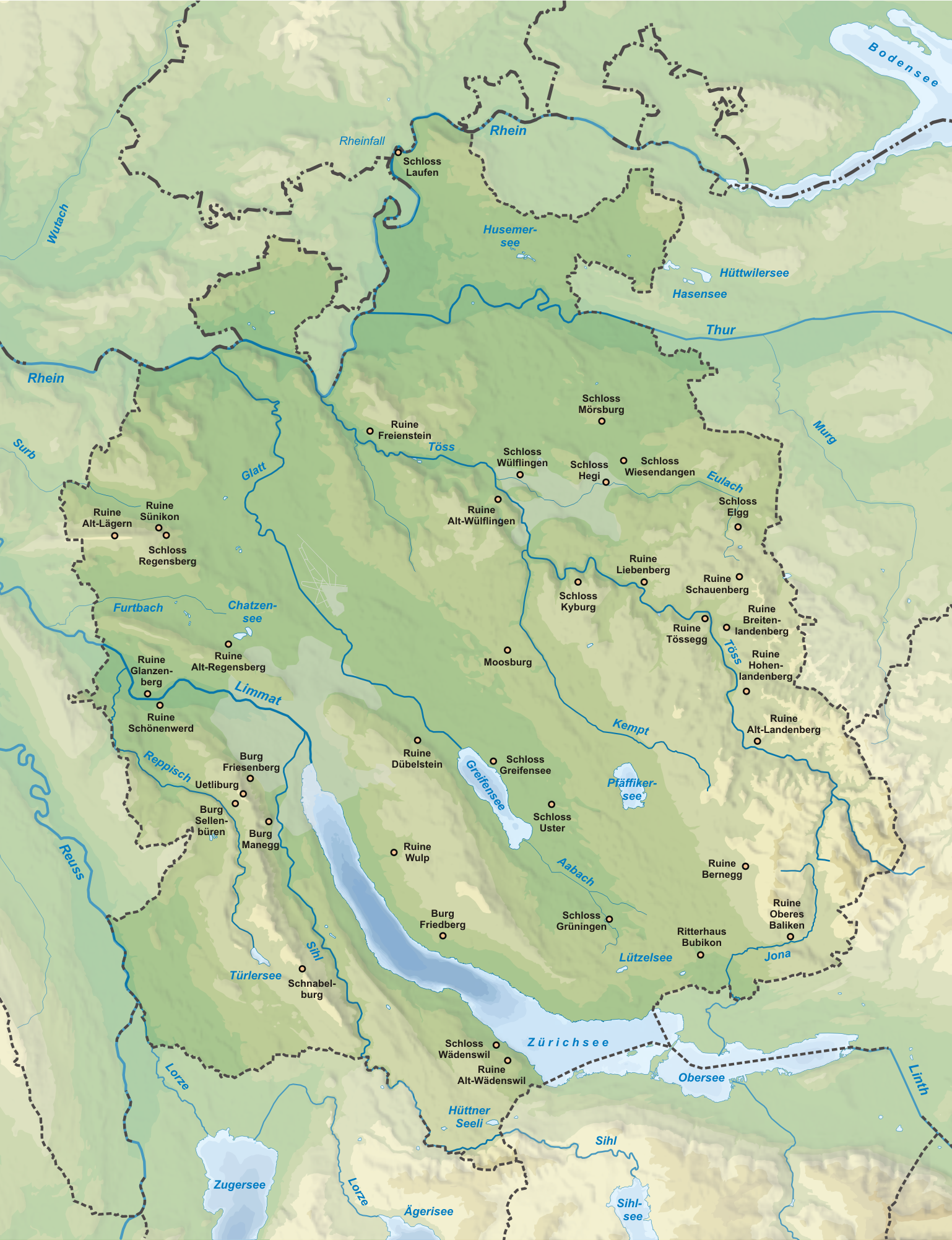
Крепости и замки в кантоне Цюрих

См. основную статью: Список крепостей и замков в кантоне Цюрих (Liste der Burgen und Schlösser im Kanton Zürich)
1. Развалины Альт-Ланденберг (Ruine Alt-Landenberg), Баума
2. Развалины Альт-Легерн (Ruine Alt-Lägern), Боппельзен
3. Развалины Альт-Регенсберг (Ruine Alt-Regensberg), Регенсдорф
4. Развалины Альт-Вильдберг (Ruine Alt-Wildberg), Вильдберг
5. Замок Бальдерн (Burg Baldern), Шталликон
6. Развалины Бернегг (Ruine Bernegg), Хинвиль
7. Развалины Брайтенланденберг (Ruine Breitenlandenberg), Турбенталь
8. Место Хо-Вюльфлинген (Burgstelle Hoh-Wülflingen), Винтертур
9. Риттерхауз Бубикон (Ritterhaus Bubikon), Бубикон
10. Развалины Дюбельштайн (Ruine Dübelstein), Дюбендорф
11. Замок Эльгг (Schloss Elgg), Эльг
12. Развалины Фрайенштайн (Ruine Freienstein), Фрайенштайн-Тойфен
13. Развалины Фридберг (Ruine Friedberg), Майлен
14. Развалины Фризенберг (Ruine Friesenberg), Цюрих
15. Развалины Гланценберг (Ruine Glanzenberg), Унтеренгстринген
16. Замок Грайфензе (Schloss Greifensee), Грайфензе
17. Замок Грюнинген (Schloss Grüningen), Грюнинген
18. Замок Хеги (Schloss Hegi), Винтертур
19. Развалины Хоенланденберг (Ruine Hohenlandenberg), Вила
20. Замок Кибург (Schloss Kyburg), Кибург
21. Замок Лауфен (Schloss Laufen), Лауфен-Увизен
22. Развалины Либенберг (Ruine Liebenberg), Целль
23. Замок Манегг (Burg Manegg), Цюрих
24. Развалины Мосбург (Ruine Moosburg), Ильнау-Эффретикон
25. Замок Мёрсбург (Schloss Mörsburg), Винтертур
26. Развалины Оберес Баликен (Ruine Oberes Baliken), Вальд
27. Замок Регенсберг (Schloss Regensberg), Регенсберг
28. Замок Россберг (Burg Rossberg), Винтертур
29. Развалины Шауэнберг (Ruine Schauenberg), Турбенталь
30. Развалины Шнабельбург (Ruine Schnabelburg), Хаузен-на-Альбисе
31. Развалины Шёненверд (Ruine Schönenwerd), Дитикон
32. Замок Швандегг (Schloss Schwandegg), Вальталинген
33. Замок Зелленбюрен (Burg Sellenbüren), Зелленбюрен
34. Развалины Зюникон (Ruine Sünikon), Штайнмаур
35. Развалины Тёссегг (Ruine Tössegg), Вильдберг и Турбенталь
36. Развалины Утлибург (Ruine Uetliburg), Шталликон
37. Замок Устер (Schloss Uster), Устер
38. Замок Веденсвиль (Schloss Wädenswil), Веденсвиль
39. Развалины Альт-Веденсвиль (Ruine Alt-Wädenswil), Веденсвиль и Рихтерсвиль
40. Замок Визенданген (Schloss Wiesendangen), Визенданген
41. Развалины Альт-Вюльфлинген (Ruine Alt-Wülflingen), Винтертур
42. Замок Вюльфлинген (Schloss Wülflingen), Винтертур
43. Развалины Вульп (Ruine Wulp), Кюснахт
44. Замок Виден (Schloss Wyden), Оссинген